# 温岭中心渔港
温岭中心渔港是位于浙江省沿海中部台州湾南端的温岭市东南的石塘镇，距温岭市区以东30公里处。是国家级中心渔港。渔港由石塘港区（南）与钓滨港区（北）两部分组成。这一区域渔业一直很发达。

## 钓滨港区
位于中心渔港的北部，地形呈西北折东南走向，包括粗沙头、车关渔港。岸线总长8.5公里，海域面积280万平方米。

## 石塘港区
位于温岭中心渔港的南部，为本港。有海岸线10公里，港池面积180万平方米，水深3.4-4米。北为石塘山，东南有岛屿掩护，并通过修建海堤将横屿、棺材屿诸岛屿连成一条东北-西南走向的岛链，形成天然良港。